# Sam Jamieson
Samuel „Sam“ Jamieson (* 14. März 1999) ist ein schottischer Fußballspieler.

## Karriere
Sam Jamieson spielte zunächst in den Jugendmannschaften der Glasgow Rangers. Von August 2016 bis Mai 2017 spielte er per Leihe für die U-20-Fußballmannschaft der University of Stirling. Im September 2017 verließ er Glasgow und spielte für den FC St. Mirren. Am 29. September 2018 gab er für die Profimannschaft der Saints gegen den FC Kilmarnock sein Debüt in der Liga, als er für Cammy Smith eingewechselt wurde.